# 3730 Гурбан
3730 Гурбан (3730 Hurban) — астероїд головного поясу, відкритий 4 грудня 1983 року.
Тіссеранів параметр щодо Юпітера — 3,327.